# Assemblée législative de l'Oregon
Pour les autres articles nationaux ou selon les autres juridictions, voir Assemblée législative.
82e Assemblée législative de l'Oregon
Capitole de l'État d'Oregon
L'Assemblée législative de l'Oregon (en anglais : Oregon Legislative Assembly) est la  législature bicamérale de l'État américain de l'Oregon. 
L'Assemblée legislative est composée  de deux chambres distinctes suivantes : 
- la Chambre des représentants composé de 60 représentants ;
- le Sénat composé de 30 sénateurs.

L'Assemblée législative siège au sein du capitole de l'État d'Oregon à Salem.

## Composition
Les représentants sont élus pour un mandat de deux ans, les sénateurs pour un mandat de quatre ans. Les législateurs de l'Oregon sont tous élus au sein d'une circonscription différente (d'environ 63 850 habitants à la Chambre et 127 700 au Sénat). Les primaires ont lieu en mai tandis que les élections ont lieu en novembre les années paires. Pour être élu, il est nécessaire d'avoir au moins 21 ans et de résider dans sa circonscription depuis au moins un an.
Après les élections de 2022, le Parti démocrate contrôle les deux chambres de l'Assemblée, avec une majorité de 35 sièges à la Chambre et de 17 sièges au Sénat.

## Travail législatif
Les sessions régulières de l'Assemblée débutent en février. Elles ne peuvent excéder 160 jours les années impaires (suivant les élections) et 35 jours les années paires. Une prolongation de 5 jours est possible, en rassemblant deux-tiers des voix de chaque chambre. Le gouverneur ou la majorité des deux chambres peuvent convoquer des sessions extraordinnaires.
Après une vérification juridique par le Conseil législatif, les propositions de loi ou d'amendement déposées par un représentant passent en première lecture. Le président de la Chambre (speaker) assigne la proposition à une commission. Après une deuxième et une troisième lecture, le texte passe au Sénat. Si le texte est modifié par le Sénat après trois lectures, la Chambre adopte la version du Sénat ou un conference committee se réunit pour résoudre les différences entre les textes. Le gouverneur de l'Oregon peut s'opposer à une loi votée par l'Assemblée législative, son véto peut toutefois être outrepassé par un vote des deux-tiers de chaque chambre.